# アニメーション学科
アニメーション学科（あにめーしょんがっか）は、アニメーションについての教育研究を目的とした大学の芸術系の学科の一つである。2003年、東京工芸大学が4年制大学としては国内初となるアニメーション学科を設置した。

## アニメーションに関連した学科や専攻を置く大学

### 4年制大学

#### 北海道
- 北海道教育大学 教育学部 芸術・スポーツ文化学科 美術文化専攻
- 星槎道都大学 美術学部 デザイン学科 イラスト·マンガ専攻 マンガ・アニメーションコース
- 北海道情報大学 情報メディア学部 情報メディア学科 メディアデザイン専攻 映像・アニメーションコース

#### 東北地方
- 東北芸術工科大学 デザイン工学部 映像学科 （山形県）

#### 関東地方
- 尚美学園大学 芸術情報学部 情報表現学科 CG・イラスト・アニメコース （埼玉県）
- デジタルハリウッド大学 デジタルコミュニケーション学部 デジタルコンテンツ学科 （東京都）
- 城西国際大学 メディア学部 メディア情報学科 映像芸術コース アニメーション・CG分野 （東京都）
- 多摩美術大学 美術学部 情報デザイン学科 メディア芸術コース （東京都）
- 東京工芸大学 芸術学部 アニメーション学科 （東京都）
- 東京国際工科専門職大学 工科学部 デジタルエンタテインメント学科 CGアニメーションコース （東京都）
- 東京造形大学 造形学部 デザイン学科 アニメーション専攻 （東京都）
- 武蔵野美術大学 造形構想学部 映像学科 （東京都）
- 宝塚大学 東京メディア芸術学部 メディア芸術学科 アニメーション分野 （東京都）
- 横浜美術大学 美術学部 美術・デザイン学科 アニメーションコース （神奈川県）

#### 中部地方
- 開志専門職大学 アニメ・マンガ学部 アニメ・マンガ学科 （新潟県）
- 金沢学院大学 芸術学部 芸術学科 映像専攻 （石川県）
- 愛知県立芸術大学 美術学部 デザイン・工芸学科 メディア映像専攻 （愛知県）
- 名古屋国際工科専門職大学 工科学部 デジタルエンタテインメント学科 CGアニメーションコース （愛知県）
- 名古屋学芸大学 メディア造形学部 映像メディア学科 （愛知県）
- 名古屋造形大学 造形学部 造形学科 映像文学領域 （愛知県）

#### 近畿地方
- 成安造形大学 芸術学部 芸術学科 イラストレーション領域 映像イラスト表現コース （滋賀県）
- 京都芸術大学 芸術学部 キャラクターデザイン学科 （京都府）
- 京都精華大学 マンガ学部 アニメーション学科 （京都府）
- 立命館大学 映像学部 映像学科 （京都府）
- 大阪国際工科専門職大学 工科学部 デジタルエンタテインメント学科 CGアニメーションコース （大阪府）
- 大阪芸術大学 芸術学部 キャラクター造形学科 （大阪府）
- 大阪成蹊大学 芸術学部 造形芸術学科 アニメーション・キャラクターデザインコース （大阪府）
- 大阪電気通信大学 総合情報学部 ゲーム&メディア学科 （大阪府）
- 神戸芸術工科大学 芸術工学部 映像表現学科 アニメーションコース （兵庫県）
- 大手前大学 建築&芸術学部 建築&芸術学科 芸術コース 映像・アニメーション専攻 （兵庫県）

#### 中国地方
- 吉備国際大学 アニメーション学部 アニメーション学科 （岡山県）2025年度に名称変更予定。
- 倉敷芸術科学大学 芸術学部 メディア映像学科 CGアニメコース （岡山県）
- 東亜大学 芸術学部 アート・デザイン学科 アニメ・映像コース （山口県）

#### 九州地方
- 別府大学 文学部 芸術文化学科 芸術表現コース （大分県）
- 九州産業大学 芸術学部 芸術表現学科 メディア芸術専攻 （福岡県）

### 短期大学
- 比治山大学短期大学部 美術科  映像・アニメーションコース (広島県)